# Oxalis bipartita
Oxalis bipartita är en harsyreväxtart. Oxalis bipartita ingår i släktet oxalisar, och familjen harsyreväxter.

## Underarter
Arten delas in i följande underarter:
- O. b. bipartita
- O. b. pabstii